# Lijst van beelden in Amsterdam-Centrum
Dit is een (onvolledige) chronologische lijst van beelden in Amsterdam-Centrum. Onder een beeld wordt hier verstaan elk driedimensionaal kunstwerk in de openbare ruimte van de Nederlandse gemeente Amsterdam, stadsdeel Centrum, waarbij beeld wordt gebruikt als verzamelbegrip voor sculpturen, standbeelden, installaties, gedenktekens en overige beeldhouwwerken.
Voor een volledig overzicht van de beschikbare afbeeldingen zie de categorie Beelden in Amsterdam-Centrum op Wikimedia Commons.
Dit deel bevat de beelden in het centrum van Amsterdam.

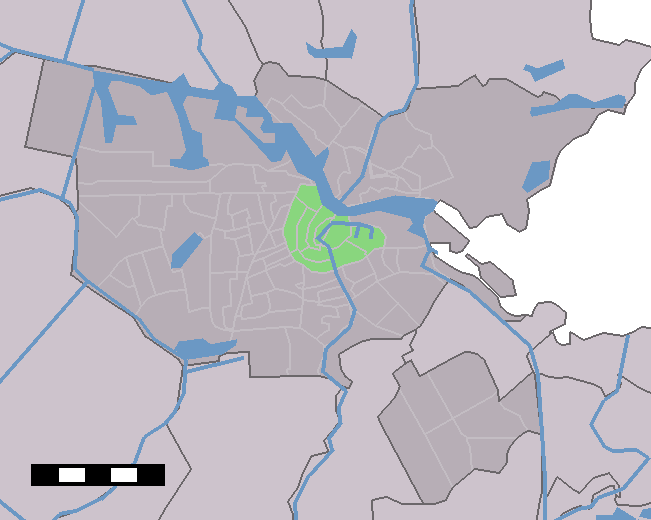
Amsterdam-Centrum

| Geplaatst                                                        | Omschrijving | Kunstenaar                                                                              | Locatie                                                                                     | Wijk/Buurt                       | Materiaal | Afbeelding |
| ---------------------------------------------------------------- | --- | --------------------------------------------------------------------------------------- | ------------------------------------------------------------------------------------------- | -------------------------------- | --- | ---------- |
| 16e eeuw                                                         | gevelsteen Dit is in de svarten hore | onbekend                                                                                | Zeedijk 16A                                                                                 | Oudezijde                        | steen |            |
| 17e eeuw                                                         | gevelsteen Doop in de Jordaan | onbekend                                                                                | Rozenboomsteeg 12-14                                                                        | Grachtengordel                   | steen |            |
| 1620 (Westerkerkhof); 1655 (verplaatst naar Sint-Olofskapel)     | Hoop op een beter leven | Hendrick de Keyser                                                                      | Zeedijk 2, Sint Olofskapel (voormalige ingang)                                              | Oudezijde                        | zandsteen |            |
| 1625-1630                                                        | gevelsteen De bode op Emden | onbekend                                                                                | Zeedijk 84                                                                                  | Oudezijde                        | steen |            |
| 1660                                                             | Ornamenten op gevel van de Admiraliteitsbaan | onbekend                                                                                | Oostenburgergracht 79                                                                       | Oostelijke eilanden              | onbekend |            |
| 1655                                                             | Gebeeldehouwde figuren op fronton van het Scheepvaartmuseum | leerlingen van Artus Quellinus                                                          | Kattenburgerplein                                                                           | Oostelijke eilanden              | onbekend |            |
| 1655                                                             | Reliëf achterzijde van het Scheepvaartmuseum | onbekend                                                                                | Kattenburgerplein                                                                           | Oostelijke eilanden              | onbekend |            |
| 1681                                                             | Gedenksteen | onbekend                                                                                | Nieuwe Brug                                                                                 | Stationseiland                   | marmer |            |
| 18e eeuw                                                         | Tuinvaas met zeetaferelen | anoniem                                                                                 | Artis                                                                                       | Plantage                         | lood |            |
| 18e eeuw                                                         | gevelsteen Schaapherder | onbekend                                                                                | Haarlemmerdijk 98                                                                           | Haarlemmerbuurt                  | onbekend |            |
| 1725                                                             | gevelsteen Duynsigt | onbekend                                                                                | Zeedijk 82                                                                                  | Oudezijde                        | steen |            |
| 1813                                                             | gevelsteen Oranje-Nassau Kazerne | onbekend                                                                                | Sarphatistraat 600-660                                                                      | Grachtengordel                   | steen |            |
| 1852, 27 mei                                                     | Rembrandtmonument | Louis Royer                                                                             | Rembrandtplein                                                                              | Grachtengordel                   | gietijzer |            |
| 1856-1914                                                        | Naatje van de Dam | Paul Tétar van Elven en Louis Royer                                                     | Dam                                                                                         | Nieuwezijde                      | onbekend |            |
| 1867                                                             | Standbeeld van Johan Rudolph Thorbecke | Ferdinand Leenhoff                                                                      | Thorbeckeplein                                                                              | Grachtengordel                   | brons |            |
| circa 1875                                                       | Bodhisattva Jizô-bosatsu | anoniem                                                                                 | Artis                                                                                       | Plantage                         | brons |            |
| voor 1878                                                        | Zittende vrouw in klassiek gewaad | anoniem                                                                                 | Artis                                                                                       | Plantage                         | marmer |            |
| 1881                                                             | Pieter Corneliszoon Hooft | Eduard Colinet                                                                          | Keizersgracht                                                                               | Grachtengordel                   | natuursteen |            |
| 1881                                                             | Relief Keizersgracht 508 | Leonard de Fernelmont                                                                   | Keizersgracht 508                                                                           | Grachtengordel                   | |            |
| 1883-1886                                                        | Sint-Jacob | Louis Royer en J. Stracké                                                               | Plantage Middenlaan 52                                                                      | Plantage                         | zandsteen en vergulde koperen staaf                                                                                        |            |
| tussen 1884 en 1887                                              | Sint-Nicolaas | onbekend                                                                                | Prins Hendrikkade 73, Co-kathedrale basiliek van de Heilige Nicolaas                        | Oudezijde                        | onbekend |            |
| tussen 1884 en 1887                                              | Jezus | onbekend                                                                                | Prins Hendrikkade 73, Co-kathedrale basiliek van de Heilige Nicolaas                        | Oudezijde                        | onbekend |            |
| 1885                                                             | Joost van den Vondel en Leonardus Marius | onbekend                                                                                | Nieuwezijds Voorburgwal (Begijnhof)                                                         | Nieuwezijde                      | onbekend |            |
| 1885                                                             | onbekend | onbekend                                                                                | Nieuwezijds Voorburgwal 383                                                                 | Nieuwezijde                      | steen |            |
| voor 1888                                                        | Personificatie Winter | anoniem                                                                                 | Artis, Hollandse Tuin                                                                       | Plantage                         | marmer |            |
| voor 1888                                                        | Personificatie Lente | anoniem                                                                                 | Artis, Hollandse Tuin                                                                       | Plantage                         | marmer |            |
| voor 1888                                                        | Personificatie Zomer | anoniem                                                                                 | Artis, Hollandse Tuin                                                                       | Plantage                         | marmer |            |
| voor 1888                                                        | Personificatie Herfst | anoniem                                                                                 | Artis, Hollandse Tuin                                                                       | Plantage                         | marmer |            |
| 1889                                                             | Reliëf Mercurius, Minerva, Neptunus / Scheepvaart, Visserij, Zeehandel / Welvaart, Verbroedering, Beschaving | Frans Vermeylen, naar een schets van P.J.H. Cuypers, gehakt door Martin van Langendonck | Stationsplein, Station Amsterdam Centraal (middenschip)                                     | Stationseiland                   | onbekend |            |
| 1889                                                             | Reliëf Apollo, Ceres, Vulcanus / Landbouw, Veeteelt, Handel / Electriciteit, Nijverheid, Stoom | Frans Vermeylen, naar een schets van P.J.H. Cuypers, gehakt door Martin van Langendonck | Stationsplein, Station Amsterdam Centraal (middenschip)                                     | Stationseiland                   | onbekend |            |
| 1889                                                             | Reliëf Stedemaagd Amsterdam geflankeerd door personificaties van 't IJ en de Amstel | Ludwig Jünger, naar een schets van P.J.H. Cuypers                                       | Stationsplein, Station Amsterdam Centraal (middenschip)                                     | Stationseiland                   | natuursteen |            |
| 1889                                                             | Reliëfs die de werelddelen en hun handelswaar voorstellen | Ludwig Jünger, naar een schets van P.J.H. Cuypers                                       | Stationsplein, Station Amsterdam Centraal (middenschip)                                     | Stationseiland                   | natuursteen |            |
| 1889                                                             | Reliëfs die de windstreken voorstellen aan de hand van het volk dat daar huist | Ludwig Jünger, naar een schets van P.J.H. Cuypers                                       | Stationsplein, Station Amsterdam Centraal (middenschip)                                     | Stationseiland                   | onbekend |            |
| 1889                                                             | Reliëfs (o.a. Hoorn des overvloeds, Mijnwerker) | onbekend                                                                                | Stationsplein, Station Amsterdam Centraal (middenschip)                                     | Stationseiland                   | natuursteen |            |
| 1889                                                             | F.W. Conrad, B.H. Goudriaan, L.J.A. van der Kun | Matthias Noppeney, naar een schets van P.J.H. Cuypers                                   | Stationsplein, Station Amsterdam Centraal (westerflank)                                     | Stationseiland                   | onbekend |            |
| 1889                                                             | Natuurkunde, Meetkunde, Werktuigkunde | Matthias Noppeney, naar een schets van P.J.H. Cuypers                                   | Stationsplein, Station Amsterdam Centraal (westerflank)                                     | Stationseiland                   | onbekend |            |
| 1889                                                             | Reliëf (vier dagdelen) | onbekend                                                                                | Stationsplein, Station Amsterdam Centraal (westerflank)                                     | Stationseiland                   | onbekend |            |
| 1889                                                             | Schilddrager van den koning | onbekend                                                                                | Stationsplein, Station Amsterdam Centraal (oosterflank; Koningspaviljoen)                   | Stationseiland                   | onbekend |            |
| 1889                                                             | Alliantiewapen Oranje-Nassau en Waldeck-Pyrmont | Pierre Cuypers, Frans Vermeylen, Martin van Langendonck                                 | Stationsplein, Station Amsterdam Centraal (oosterflank; Koningspaviljoen)                   | Stationseiland                   | hardsteen |            |
| 1889                                                             | Wapenschild | onbekend                                                                                | Stationsplein, Station Amsterdam Centraal (oosterflank; Koningspaviljoen)                   | Stationseiland                   | onbekend |            |
| 1889                                                             | Reliëf omlijsting gedicht | Eduard Roskam met een gedicht van J.A. Alberdingk Thijm                                 | Stationsplein, Station Amsterdam Centraal (oosterflank; Koningspaviljoen)                   | Stationseiland                   | onbekend |            |
| 1889                                                             | Vijf stadia van een reis | Eduard Roskam                                                                           | Stationsplein, Station Amsterdam Centraal (oosterflank; Koningspaviljoen)                   | Stationseiland                   | onbekend |            |
| 1891                                                             | Westerman Monument | Bart van Hove                                                                           | Artis, Hollandse Tuin                                                                       | Plantage                         | steen, brons en ander materiaal                                                                                            |            |
| 1892                                                             | Gevelornament Spui 10 | Atelier Van den Bossche en Crevels                                                      | Spui 10                                                                                     | Grachtengordel                   | onbekend |            |
| 1895                                                             | Hercules Hercules doorklieft een krokodil ten verbeelding van een verzekeringsmaatschappij die haar klanten beschermt. | Lambertus Zijl                                                                          | Muntplein 2-4                                                                               | Nieuwezijde                      | steen |            |
| 1895                                                             | Vogel | Lambertus Zijl                                                                          | Muntplein                                                                                   | Nieuwezijde                      | steen |            |
| 1895                                                             | Schreeuwende vrouw | Lambertus Zijl                                                                          | Muntplein                                                                                   | Nieuwezijde                      | steen |            |
| 1898                                                             | Fontein ter herinnering aan A.C. Wertheim | Jonas Ingenohl                                                                          | Wertheimpark (Plantage Middenlaan / Plantage Parklaan)                                      | Plantage                         | natuursteen |            |
| 1900                                                             | Muurfragment voormalige Sint-Annakerk | onbekend                                                                                | Wittenburgergracht                                                                          | Oostelijke Eilanden              | baksteen |            |
| 1900                                                             | Zum Barbarossa Zum is Duits voor "naar", Barbarossa was een bierkelder op dit adres waar Barbarossabier werd verkocht | onbekend                                                                                | Voetboogstraat 1                                                                            |                                  | mozaïek |            |
| 1903                                                             | Jan Pieterszoon Coen, Gijsbrecht van Amstel, Hugo de Groot | Lambertus Zijl                                                                          | Damrak / Oudebrugsteeg (Beurs van Berlage)                                                  | Oudezijde                        | onbekend |            |
| 1905                                                             | De dingen des levens | Joseph Mendes da Costa                                                                  | Damrak / Karnemelksteeg (De Utrecht)                                                        | Oudezijde                        | onbekend |            |
| 1907                                                             | Twee jachthonden | Auguste Cain                                                                            | Artis                                                                                       | Plantage                         | brons |            |
| 1907                                                             | Sint Ursula | Rien Hack                                                                               | Spui                                                                                        | Grachtengordel                   | zandsteen |            |
| 1911                                                             | Bacchus | Lambertus Zijl                                                                          | Muntplein                                                                                   | Nieuwezijde                      | steen |            |
| 1911                                                             | Naaister | Lambertus Zijl                                                                          | Muntplein                                                                                   | Nieuwezijde                      | steen |            |
| 1918 / 2004                                                      | gevelsteen Jan van der Heyden Gevelversiering | Gerrit van Arkel                                                                        | Koestraat 5                                                                                 | Oudezijde                        | natuursteen |            |
| 1916                                                             | Fabeldier | Hildo Krop                                                                              | Leidsestraat, brug nr. 29                                                                   | Grachtengordel                   | steen |            |
| 1917                                                             | Dierenkoppen (2 leeuwen en 2 nijlpaarden op de hoeken van de brug) | Johan Polet (brug ontworpen door Piet Kramer, die opdracht gaf voor de kunstwerken)     | Leidsebrug                                                                                  | Grachtengordel                   | graniet |            |
| 1918                                                             | Zacharias Jansen | Dirk Polet                                                                              | Wijde Kapelsteeg                                                                            | Oudezijde                        | onbekend |            |
| 1918                                                             | Fluisterende Muren | Jac. Duncker                                                                            | Nieuwezijds Voorburgwal 60                                                                  | Nieuwezijde                      | natuursteen |            |
| 1919                                                             | Zuigeling | onbekend                                                                                | Turfmarkt (Grimburgwal)                                                                     | Oudezijde                        | onbekend |            |
| 1920                                                             | Heilig Hartbeeld | Johannes Petrus Maas                                                                    | Begijnhof                                                                                   | Nieuwezijde                      | onbekend |            |
| 1922-1926                                                        | Het raadsel van het begin | Hildo Krop                                                                              | Oudezijds Voorburgwal                                                                       | Oudezijde                        | graniet |            |
| 1922-1926                                                        | Doem van het noodlot | Hildo Krop                                                                              | Oudezijds Voorburgwal                                                                       | Oudezijde                        | graniet |            |
| 1922-1926                                                        | Vuurgod | Hildo Krop                                                                              | Sint Agnietenstraat                                                                         | Centrum                          | graniet |            |
| 1923                                                             | Visarend | Hildo Krop                                                                              | Nieuwe Achtergracht                                                                         | Grachtengordel                   | onbekend |            |
| 1924                                                             | De mens en de oneindigheid | Hildo Krop                                                                              | Oudezijds Voorburgwal, Prinsenhof                                                           | Oudezijde                        | onbekend |            |
| 1925                                                             | Insulinde en Europa | Joseph Mendes da Costa                                                                  | Vijzelstraat 32, gebouw De Bazel                                                            | Grachtengordel                   | onbekend |            |
| 1925                                                             | Handel en Nijverheid | Lambertus Zijl                                                                          | Vijzelstraat 32, gebouw De Bazel                                                            | Grachtengordel                   | onbekend |            |
| 1925                                                             | Scheepvaart | Lambertus Zijl                                                                          | Vijzelstraat 32, gebouw De Bazel                                                            | Grachtengordel                   | onbekend |            |
| 1926                                                             | Hendrik Petrus Berlage | Lambertus Zijl                                                                          | Damrak (Beurs van Berlage)                                                                  | Oudezijde                        | onbekend |            |
| 1926 / 1958 / 2016 (replica)                                     | Moeder Aarde | Hildo Krop                                                                              | Weteringplantsoen                                                                           | Grachtengordel                   | kalksteen |            |
| 1926                                                             | Volksredenaar | Hildo Krop                                                                              | Oudezijds Voorburgwal                                                                       | Oudezijde                        | steen |            |
| 1927                                                             | Mercurius | onbekend                                                                                | Beursplein / Papenbrugsteeg (Effectenbeurs)                                                 | Oudezijde                        | onbekend |            |
| 1927 / 1990                                                      | Grafmonument van Coenraad Kerbert | Samuel Klinkenberg en Ben Wierink                                                       | Artis                                                                                       | Plantage                         | onbekend |            |
| 1928                                                             | Gevelbeelden American Hotel | Theo Vos                                                                                | Leidsekade (uitbreiding American Hotel)                                                     | Grachtengordel                   | onbekend |            |
| 1929                                                             | Welvaart, Arbeid, Zorg en Rust | Hildo Krop                                                                              | Rokin                                                                                       | Oudezijde                        | Ettringer tufsteen |            |
| 1930-1932                                                        | Bouwsculpturen | Hildo Krop                                                                              | Nieuwe Achtergracht 129, Voormalig Van der Waalslaboratorium,                               | Roeterseiland                    | steen / consolesteen 2 afbeeldingen                                                                                        |            |
| 1934                                                             | Moeder Aarde, de opgaande en neergaande krachten in de natuur | Hildo Krop                                                                              | Nieuwe Prinsengracht, Universiteit van Amsterdam (achterzijde), faculteit Sociale geografie | Weesperbuurt                     | Franse kalksteen |            |
| 1938                                                             | Leeuw met prooi | Jaap Kaas                                                                               | Artis                                                                                       | Plantage                         | kalksteen |            |
| 1938                                                             | Tijger met prooi | Jaap Kaas                                                                               | Artis                                                                                       | Plantage                         | kalksteen |            |
| 1939                                                             | Sluitstenen, jaartal, naamplaat | Piet Kramer                                                                             | Halvemaansteeg                                                                              | Amstel                           | natuursteen |            |
| 1940-1942                                                        | Poorter | Hildo Krop                                                                              | Weesperstraat                                                                               | Weesperbuurt                     | graniet |            |
| 1940-1942                                                        | Poortersvrouw | Hildo Krop                                                                              | Weesperstraat                                                                               | Weesperbuurt                     | graniet |            |
| 1940-1942                                                        | Jaarstenen | Piet Kramer                                                                             | Weesperstraat                                                                               | Weesperbuurt                     | graniet |            |
| 1940-1942                                                        | De ontwikkeling van de locomotief | Piet Kramer (←ontwerp/uitvoering→)Hildo Krop                                            | Weesperstraat                                                                               | Weesperbuurt                     | graniet |            |
| 1947                                                             | Monument gefusilleerden | Hildo Krop                                                                              | Marnixstraat                                                                                | Grachtengordel                   | brons |            |
| 1947                                                             | Monument Tweede Wereldoorlog | Cephas Stauthamer                                                                       | Valkenburgerstraat / Anne Frankstraat                                                       | Weesperbuurt                     | brons |            |
| 1947                                                             | Peter de Grote | Leo Braat                                                                               | Admiraliteitslijnbaan                                                                       | Czaar Peterbuurt                 | brons |            |
| 1948                                                             | Vrouwe Fortuna | Hildo Krop                                                                              | Muntplein                                                                                   | Nieuwezijde                      | brons |            |
| 1948                                                             | Samuel Coster | Leo Braat                                                                               | Leidseplein                                                                                 | Grachtengordel                   | brons |            |
| 1949                                                             | Monument ter herdenking van in de Tweede Wereldoorlog gevallen oud-kwekelingen | Pieter Starreveld                                                                       | Marineterrein / Voorwerf                                                                    | Oostelijke eilanden              | onbekend |            |
| 1950                                                             | Monument van Joodse Erkentelijkheid | Jobs Wertheim                                                                           | Weesperstraat                                                                               | Grachtengordel                   | onbekend |            |
| 1950                                                             | Oorlogsgedenkteken 1940-1945 | Ezechiel Jacob Hoek                                                                     | Noordermarkt, gevel Noorderkerk                                                             | Jordaan                          | brons |            |
| 1950                                                             | (Vrouwe) Fortuna | Pieter Starreveld                                                                       | Oostelijke Handelskade 4                                                                    | Oostelijk Havengebied            | brons |            |
| 1952                                                             | De Dokwerker | Mari Andriessen                                                                         | Jonas Daniël Meijerplein                                                                    | Lastage                          | brons |            |
| 1952                                                             | Worstelaars | Willem Reijers                                                                          | Oostenburgergracht                                                                          | Oostelijke eilanden              | onbekend |            |
| 1952                                                             | De Engel | Han Richters                                                                            | Blankenstraat                                                                               | Oostelijke eilanden              | steen |            |
| 1954                                                             | Fusillade De Gevallen Hoornblazer Bijnaam: De keeper | Gerrit Bolhuis                                                                          | Eerste Weteringplantsoen                                                                    | Grachtengordel                   | brons |            |
| 1955                                                             | Gevelornament Postkantoor | onbekend                                                                                | Sint Antoniesbreestraat                                                                     | Lastage                          | steen |            |
| 1956                                                             | Nationaal Monument | Jacobus Johannes Pieter Oud John Rädecker Paul Grégoire                                 | Dam                                                                                         | Oudezijde                        | beton, travertijn |            |
| 1960                                                             | Kardinaal Willem Van Rossum | Gerard Hoppen                                                                           | Begijnhof                                                                                   | Nieuwezijde                      | brons |            |
| 1960                                                             | Het Lieverdje | Carel Kneulman                                                                          | Spui                                                                                        | Nieuwezijde                      | brons |            |
| 1960 / 1977 (5 jaar na de dood van Jaap Kaas in Artis geplaatst) | Hangbuikzwijn | Jaap Kaas                                                                               | Artis                                                                                       | Plantage                         | brons |            |
| 1962 / 2006                                                      | Hans Snoekfontein | Gerarda Rueter                                                                          | Leidseplein                                                                                 | Grachtengordel                   | Chinees geel graniet |            |
| 1963                                                             | La demeure humaine | Ossip Zadkine                                                                           | Westeinde                                                                                   | Grachtengordel                   | brons |            |
| 1964                                                             | Brugleuning | Herman van der Heide                                                                    | Weesperstraat                                                                               | Grachtengordel                   | ijzer |            |
| 1965-2005 herplaatst 2021                                        | Het laboratoriumonderzoek | Lex Horn                                                                                | 1965-2005: Jan Swammerdam Instituut 2021: Stationsplein                                     | Grachtengordel                   | sgraffito |            |
| 1965-2005 herplaatst 2021                                        | Het straatongeluk | Lex Horn                                                                                | 1965-2005: Jan Swammerdam Instituut 2021: Stationsplein                                     | Grachtengordel                   | sgraffito |            |
| 1967                                                             | Monument Vaz Dias | Herman van der Heide                                                                    | Weesperstraat                                                                               | Grachtengordel                   | metaal |            |
| 1967                                                             | Volksvrouw | Henk Henriët                                                                            | Marnixplein                                                                                 | Grachtengordel                   | brons |            |
| 1968                                                             | Jonas en de Walvis | Nic Jonk                                                                                | 1968: Damrak (foto) 2016: Nieuwe Houttuinen                                                 | 1968: Oudezijde 2016: Houttuinen | brons |            |
| 1968                                                             | Bredero-monument | Piet Esser                                                                              | Nieuwmarkt                                                                                  | Lastage                          | brons |            |
| 1968                                                             | Vogel op pyloon | Dolf Breetvelt                                                                          | Nieuwe Achtergracht / Plantage Muidergracht                                                 | nabij Roeterseiland              | brons |            |
| 1970                                                             | Ter herinnering aan Anthony Winkler Prins | André Volten                                                                            | Frederiksplein                                                                              | Grachtengordel                   | staal |            |
| 1970                                                             | H.M. van Randwijk | Gerda van der Laan                                                                      | Weteringlaan, Weteringplantsoen                                                             | Grachtengordel                   | baksteen |            |
| 1970                                                             | Opengewerkte kolom | André Volten                                                                            | Roetersstraat                                                                               | Weesperbuurt                     | staal |            |
| 1970                                                             | Het westen ontvangt en ontmoet 't oosten | Theo Niermeijer                                                                         | Nieuwe-Hoofdhof                                                                             | Kattenburg                       | staal |            |
| 1971                                                             | Woutertje Pieterse en Femke | Frits Sieger                                                                            | Noordermarkt                                                                                | Jordaan                          | onbekend |            |
| 1971/2012                                                        | Maan over Ameland | Bert de Laaf                                                                            | De Ruijterkade                                                                              | Nieuwezijde                      | roestvrij staal |            |
| 1971                                                             | Monument voor de te jong gevallen boom | André van der Linden                                                                    | Frederiksplein                                                                              | Grachtengordel                   | dode acaciaboom |            |
| 1972                                                             | Koningin Wilhelmina | Theresia van der Pant                                                                   | Rokin                                                                                       | Oudezijde                        | brons |            |
| 1972                                                             | Theo Thijssen | Hans Bayens                                                                             | Lindengracht                                                                                | Jordaan                          | brons |            |
| 1973                                                             | Monument voor het kunstenaarsverzet 1940-1945 | Carel Kneulman                                                                          | Plantage Westermanlaan Plantage Middenlaan                                                  | Plantage                         | brons |            |
| 1974                                                             | Non | Margaretha Taal                                                                         | Begijnhof                                                                                   | Nieuwezijde                      | brons |            |
| 1974                                                             | Phoenix | Willem Reijers                                                                          | 2e Weteringdwarsstraat, hoek Spiegelgracht                                                  | Grachtengordel                   | brons |            |
| 1974                                                             | Gedenksteen restauratieatelier Uilenburg | Hans 't Mannetje                                                                        | Nieuwe Uilenburgerstraat 91                                                                 | Uilenburg                        | |            |
| 1975 / 2008                                                      | Nieuwe Naatje | Hanna Mobach                                                                            | eerst Rokin vanaf 2008 Marnixstraat nabij Bullebakssluis                                    | Grachtengordel                   | brons |            |
| 1976                                                             | Sirene | Nic Jonk                                                                                | Anne Frankstraat                                                                            | Lastage                          | steen |            |
| 1977                                                             | Anne Frank | Mari Andriessen                                                                         | Westermarkt                                                                                 | (Westelijke) Grachtengordel      | brons |            |
| 1977                                                             | Vrouw met stola | Pieter d' Hont                                                                          | Singel / Spui                                                                               | Nieuwezijde                      | brons |            |
| 1977                                                             | Lopende bruine beer | Jaap Kaas (Stichting)                                                                   | Artis                                                                                       | Plantage                         | brons |            |
| 1977                                                             | Lopende ijsbeer | Jaap Kaas (Stichting)                                                                   | Artis                                                                                       | Plantage                         | brons |            |
| 1977                                                             | Kokadorus (Meyer Linnewiel) | Erica van Eeghen                                                                        | Amstelveld                                                                                  | Grachtengordel                   | brons |            |
| 1977                                                             | Zonder titel | Harry Karssen                                                                           | Lijnbaansgracht 219 (Politiebureau)                                                         | (Zuidelijke) Grachtengordel      | steenachtig |            |
| 1979                                                             | Prins Hendrik | Frans Stracké                                                                           | Prins Hendrikkade                                                                           | Lastage                          | brons en beton |            |
| 1980                                                             | Nieuwmarktrellen | Jan Sierhuis                                                                            | Metrostation Nieuwmarkt                                                                     | Lastage                          | beton, hout, verf en dergelijke                                                                                            |            |
| 1980                                                             | Visserman | Joost Barbiers                                                                          | Kadijksplein                                                                                | Kadijken                         | kalksteen |            |
| 1980                                                             | Serval en de vos | Arie Teeuwisse                                                                          | Artis                                                                                       | Plantage                         | brons |            |
| 1980                                                             | Muurschildering El Salvador | Februari Collectief                                                                     | Weesperstraat                                                                               | Grachtengordel                   | muurschildering |            |
| 1981                                                             | Getrapt vierkant 2x | Cyril Lixenberg                                                                         | Vinkenstraat                                                                                | Haarlemmerbuurt                  | gelakt staal |            |
| 1982                                                             | Man met vioolkist | De Onbekende Beeldhouwer                                                                | Tweede Marnixplantsoen                                                                      | (Westelijke) Grachtengordel      | brons |            |
| 1982                                                             | Sfinxen | Hans 't Mannetje                                                                        | Wertheimpark                                                                                | Plantage                         | marmer |            |
| 1982                                                             | geen titel | Hein Mader                                                                              | Papenbroeksteeg                                                                             | Oudezijde                        | onbekend |            |
| 1982 (circa)                                                     | gevelsteen Jan Pieterz. Huis | Hans 't Mannetje                                                                        | Palmstraat                                                                                  | Jordaan                          | onbekend |            |
| 1983                                                             | Katja | Eddy Roos                                                                               | Nieuwe Keizersgracht                                                                        | Grachtengordel                   | brons |            |
| 1983                                                             | Schip op helling | Marius van Beek, Hank Beelenkamp en Wim Tap                                             | Grote Wittenburgerstraat                                                                    | Oostelijke eilanden              | hardsteen |            |
| 1984                                                             | Capriccio | Ronald Tolman                                                                           | Oostenburgergracht                                                                          | Oostelijke eilanden              | brons |            |
| 1984                                                             | Walenweeskinderen | Felix van Kalmthout                                                                     | Weteringstraat (1e Weteringdwarsstraat)                                                     | Grachtengordel                   | brons |            |
| 1986                                                             | The sailing man | Alphons Freijmuth                                                                       | Kattenburgerplein                                                                           | Oostelijke eilanden              | gelast metaal |            |
| 1986                                                             | Grenspaal/Zuildragende schildpad | Hans 't Mannetje Amsterdam C Schildpad                                                  | Sint Antoniesbreestraat / Jodenbreestraat                                                   | Lastage                          | divers: gemaakt van gevonden stenen bouwdelen.                                                                             |            |
| 1986                                                             | Twee silhouetten | Huib Fens                                                                               | Sarphatistraat                                                                              | Grachtengordel                   | beton, hardsteen |            |
| 1986                                                             | Zonder titel | André Volten                                                                            | Amstel                                                                                      | Stoperaterrein                   | graniet |            |
| 1986 / 2011                                                      | Wandelend naar de Nieuwmarkt | Martie van der Loo                                                                      | Damstraat / brug Varkenssluis (brug nr. 204)                                                | Oudezijde                        | graniet / metselwerk |            |
| 1987                                                             | Multatuli (Eduard Douwes Dekker) | Hans Bayens                                                                             | Torensluis                                                                                  | Grachtengordel                   | brons |            |
| 1987                                                             | Kogelbron ook wel Waterbal | Christian Tobin                                                                         | Oostenburgerpark                                                                            | Oostelijke eilanden              | graniet |            |
| 1987                                                             | Monument Jordaanoproer | Sofie Hupkens                                                                           | Noordermarkt                                                                                | Jordaan                          | brons |            |
| 1987                                                             | Homomonument | Karin Daan                                                                              | Westermarkt                                                                                 | (Westelijke) Grachtengordel      | graniet |            |
| 1987                                                             | Dr. Armand Louis Jean Sunier | Arie Teeuwisse                                                                          | Artis                                                                                       | Plantage                         | brons |            |
| 1987                                                             | Voor water | Harald Schole                                                                           | A.S. Onderwijzerhof                                                                         | Lastage                          | brons |            |
| 1988                                                             | Buste Simon Carmiggelt | Kees Verkade                                                                            | Eerste Weteringplantsoen                                                                    | (Zuidelijke) Grachtengordel      | brons, graniet |            |
| 1988 (1 mei: 150 jaar Artis)                                     | Dwergchimpansee Mafuka | Cornelia Smit (afgietsel van het origineel, 60 jaar later)                              | Artis                                                                                       | Plantage                         | brons |            |
| 1988 (1 mei: 150 jaar Artis)                                     | De Oppasser | Arie Teeuwisse                                                                          | Artis                                                                                       | Plantage                         | brons |            |
| 1988                                                             | Afrikaanse Olifant | Arie Teeuwisse (geschonken via: Stichting Jaap Kaas)                                    | Artis                                                                                       | Plantage                         | brons |            |
| 1988 (1 mei, 150 jaar Artis)                                     | Jonge pantserneushoorn | Hetty Heyster                                                                           | Artis                                                                                       | Plantage                         | brons |            |
| 1988                                                             | Monument Joods Verzet 1940-1945 | J.J. Glatt en Emmanuel M. Glatt                                                         | Amstel                                                                                      | Lastage                          | Zweeds graniet |            |
| 1988                                                             | Mirakelkolom | Hans 't Mannetje                                                                        | Rokin                                                                                       |                                  | |            |
| 1989                                                             | Levensboom | Wim Tap                                                                                 | Snoekjesgracht / Kromboomsloot                                                              | Lastage                          | hardsteen zwerfkei |            |
| 1989                                                             | Drie bomen, zes lenzen | Thom Puckey                                                                             | Binengasthuisstraat                                                                         | Oudezijde                        | brons |            |
| 1989                                                             | Zonder titel | Claire Begheyn                                                                          | Nieuwe Uilenburgerstraat 106                                                                | Uilenburg                        | staal, aluminium |            |
| 1990 (22 april: Wereldaardedag)                                  | De Gashopper II | Hanz Daniël                                                                             | Haarlemmerplein                                                                             | Haarlemmerbuurt                  | ijzer, schokbrekers en iepenhout                                                                                           |            |
| 1990                                                             | Arion | Hans 't Mannetje                                                                        | Hoogte Kadijk                                                                               | Kadijken                         | onbekend |            |
| 1990                                                             | gevelsteen I.C.CK.C. MEN | Hans 't Mannetje                                                                        | Kalkmarkt 8                                                                                 | Lastage                          | steen |            |
| 1990 (cira)                                                      | Kunstwerken op de Nieuwmarkt waaronder de afgebeelde balustrade | Alexander Schabracq en anderen                                                          | Nieuwmarkt                                                                                  | Lastage                          | allerlei materiaal |            |
| 1991                                                             | Violist | De Onbekende Beeldhouwer                                                                | Amstel 1, Stopera                                                                           | Lastage                          | brons |            |
| 1991                                                             | Mbulu Ngulu | Alexander Schabracq                                                                     | Czaar Peterstraat / Oostenburgergracht                                                      | Czaar Peterbuurt                 | geschilderd brons |            |
| 1991                                                             | Johnny Jordaan | Kees Verkade                                                                            | Elandsgracht (Johnny Jordaanplein)                                                          | Jordaan                          | brons |            |
| 1991                                                             | Totempaal | Alphons Freijmuth                                                                       | Frederiksplein                                                                              | Grachtengordel                   | brons |            |
| 1991-1994                                                        | Zonder titel | Herbert Nouwens                                                                         | Lepelkruisstraat                                                                            | Weesperbuurt                     | staal |            |
| 1992                                                             | gevelsteen Liggend naakt en kunstschilder | Aat Veldhoen                                                                            | Wittenburgergracht 241                                                                      | Oostelijke eilanden              | onbekend |            |
| 1992                                                             | Gedenksteen 4 mei | Pieter Zaanen                                                                           | Kleine-Gartmanplantsoen                                                                     | (Zuidelijke) Grachtengordel      | roestvast staal, graniet en metaal                                                                                         |            |
| 1992                                                             | Reliëf voor Boudewijn de Court Onderwater | Snoep en Vermeer                                                                        | Zeedijk 2, Sint Olofskapel                                                                  | Oudezijde                        | onbekend |            |
| 1992                                                             | Gouden figuur/Danser | Henk Visch                                                                              | Johanna ter Meulenplein                                                                     | Kazernebuurt                     | brons/bladgoud |            |
| 1993 (replica uit 1891)                                          | De Gekroonde Valk | Mike Edwards                                                                            | Hoogte Kadijk                                                                               | Kadijken                         | bakstenen pilaar van 5,5 meter hoog en bronzen valk                                                                        |            |
| 1993 (op deze plek)                                              | Auschwitzmonument Gebroken spiegels | Jan Wolkers                                                                             | Wertheimpark (Plantage Parklaan)                                                            | Plantage                         | glas |            |
| 1993                                                             | Borstplaat | De Onbekende Beeldhouwer (toegeschreven aan)                                            | Oudekerksplein                                                                              | Oudezijde                        | brons |            |
| 1993                                                             | Hekwerk De Nederlandsche Bank | Peter Struycken                                                                         | Westeinde                                                                                   | De Nederlandsche Bank            | schildering |            |
| 1993                                                             | Luipaard | onbekend                                                                                | Zeedijk 12                                                                                  | Oudezijde                        | hardsteen |            |
| 1993                                                             | Gorilla met jong | Hetty Heyster                                                                           | Artis                                                                                       | Plantage                         | brons |            |
| 1994                                                             | Tante Leen | Kees Verkade                                                                            | Elandsgracht (Johnny Jordaanplein)                                                          | Jordaan                          | brons |            |
| 1994                                                             | Blauw Jan | Hans van Houwelingen                                                                    | Kleine-Gartmanplantsoen                                                                     | (Zuidelijke) Grachtengordel      | brons |            |
| 1994                                                             | (trek)harmonicaspeler geplaatst in het holst van de nacht, vanwege anonimiteit) | (F.d.G.) Amsterdams medicus die anoniem wil blijven                                     | Anjeliersstraat                                                                             | Jordaan                          | ijzer |            |
| 1994                                                             | Zeeleeuwen | Henny van Grol                                                                          | Artis                                                                                       | Plantage                         | brons |            |
| 1994                                                             | Hiëroglyfen | Lou Heldens                                                                             | Hortustunnel onder de Weesperstraat                                                         | Weesperbuurt                     | zwart op witte tegels |            |
| 1995                                                             | Dikkertje Dap | Frank Rosen                                                                             | Artis                                                                                       | Plantage                         | brons |            |
| 1995                                                             | Fontein met boegbeelden | Arthur Spronken                                                                         | Marineterrein / Voorwerf                                                                    | Oostelijke eilanden              | brons |            |
| 1996                                                             | Johnny Meijer | Rob Cerneüs                                                                             | Elandsgracht (Johnny Jordaanplein)                                                          | Jordaan                          | brons |            |
| 1996                                                             | Een vertaling, van de ene taal naar de andere | Lawrence Weiner                                                                         | Spui                                                                                        | Nieuwezijde                      | hardsteen, klinkers |            |
| 1996                                                             | Evergreen | Studio VollaersZwart                                                                    | Haarlemmerdijk                                                                              | Haarlemmerbuurt                  | plakfolie |            |
| 1997                                                             | Fête galante | Hans van den Ban                                                                        | Weesperstraat / Nieuwe Kerkstraat                                                           | Weesperbuurt                     | beton |            |
| 1997                                                             | Gedenkteken Ir. Jakoba Mulder | Gijs Bakker                                                                             | Ir. Jakoba Mulderplein                                                                      |                                  | natuursteen, staal |            |
| 1997                                                             | Vaste klant | Albert Zweep                                                                            | Looiersgracht                                                                               | Jordaan                          | brons |            |
| 1997                                                             | Monument voor Joes Kloppenburg | Vendel & de Wolf                                                                        | Voetboogstraat                                                                              |                                  | installatie/plaquette |            |
| 1997, circa                                                      | Waterwiel | onbekend                                                                                | Oosterdok bij NEMO                                                                          | Lastage                          | steen, water, metaal |            |
| 1998                                                             | Hiëroglyfen | Lou Heldens                                                                             | Nieuwe Herengracht                                                                          | Grachtengordel                   | betonplaten met tekst |            |
| 1998                                                             | Uithangborden, 4 voorbeelden uit 35 | Guido Geelen                                                                            | Haarlemmer Houttuinen                                                                       | Haarlemmerbuurt                  | brons met gouden vernislaag                                                                                                |            |
| 1999                                                             | Twee Cheetahs | Hetty Heyster                                                                           | Artis                                                                                       | Plantage                         | brons |            |
| 1999                                                             | Aankomst Sinterklaas | Emil van Slooten buurtbewoner                                                           | Binnen Bantammerstraat                                                                      | Lastage                          | steenachtig |            |
| 2003                                                             | Manke Nelis (Cornelis Pieters) | Rob Cerneüs                                                                             | Johnny Jordaanplein / Elandsgracht                                                          | Jordaan                          | brons |            |
| 2003                                                             | De werken van barmhartigheid | Tineke Smith                                                                            | Corvershof, Nieuwe Herengracht Nieuwe Keizersgracht                                         | Weesperbuurt                     | cortenstaal, glas en gietrubber                                                                                            |            |
| 2003                                                             | gevelsteen Jan Pieterz. Huis Antoniohuis 2002 | Hans 't Mannetje                                                                        | Eerste Goudsbloemdwarsstraat 50-62                                                          | Jordaan                          | onbekend |            |
| 2004                                                             | Max Euwe | José Fijnaut                                                                            | Max Euweplein                                                                               | (Zuidelijke) Grachtengordel      | brons |            |
| 2005                                                             | Maraboe | Joos Bunder                                                                             | Artis                                                                                       | Plantage                         | doleriet |            |
| 2006                                                             | Rembrandt van Rijn (Nachtwacht) | Alexander Taratynov en Mikhail Dronov                                                   | Rembrandtplein                                                                              | (Zuidelijke) Grachtengordel      | brons |            |
| 2006                                                             | Amelia | Christiaan Schraven                                                                     | Marnixstraat                                                                                | (Westelijke) Grachtengordel      | brons |            |
| 2006                                                             | De moor, de dame en haar hondje | Margot Berkman en Eline Janssens                                                        | De Ruijterkade                                                                              |                                  | staalplaat |            |
| 2006                                                             | Pagaai | Christoph Fink                                                                          | Sint Anthoniesluis                                                                          | Nieuwmarktbuurt                  | hardsteen |            |
| 2007                                                             | His Master On Skeelers (ook bekend als Madeliefje) | De Onbekende Beeldhouwer                                                                | Madelievenplein / Madelievenstraat                                                          | Jordaan                          | onbekend |            |
| 2007                                                             | Belle | Els Rijerse                                                                             | Oudekerksplein                                                                              | Oudezijde                        | brons |            |
| 2007                                                             | Waakhond van het Stationseiland | Tom Claassen                                                                            | De Ruijterkade; in 2016 verplaatst naar Hoofddorpplein                                      | Stationseiland                   | beton |            |
| 2007                                                             | Muurschildering De Roggeveen Afgebeeld tableau 4 | Klaartje Bruyn                                                                          | Van Diemenstraat                                                                            | Zeeheldenbuurt                   | verf |            |
| 2007                                                             | Zeven teksten | Loek Grootjans Rob Moonen                                                               | Czaar Peterstraat                                                                           | Czaar Peterbuurt                 | staal, glas |            |
| 2008, 24 november                                                | Spinozamonument | Nicolas Dings                                                                           | Zwanenburgwal                                                                               | Lastage                          | brons |            |
| 2008                                                             | Duik in de verbeelding | Mario Molina Espeleta                                                                   | Frans de Wollantstraat                                                                      | Czaar Peterbuurt                 | glas |            |
| 2008                                                             | Nescio | Da van Daalen                                                                           | Sarphatistraat 340                                                                          | Grachtengordel                   | brons |            |
| 2009                                                             | De vermoeide reiziger | onbekend                                                                                | Nieuwezijds Voorburgwal                                                                     | Nieuwezijde                      | brons |            |
| 2009                                                             | Vogeltjes van Kattenburg | Berkman en Janssens                                                                     | Kattenburgkruisstraat                                                                       | Oostelijke eilanden              | staal, verlichting en tegels                                                                                               |            |
| 2009                                                             | Sint-Jacobus | Ton Mooy                                                                                | Nieuwezijds Voorburgwal 33                                                                  | Nieuwezijde                      | steen |            |
| 2009                                                             | Duizend zonnen | Roland Schimmel                                                                         | Vinkenstraat 102                                                                            | Haarlemmerbuurt                  | muurschildering |            |
| 2009                                                             | Hekwerk van de Hermitage Amsterdam | Michael van Gessel                                                                      | Nieuwe Keizersgracht                                                                        | Grachtengordel                   | hekwerk |            |
| 2009                                                             | Toegangspoort Speeltuin De Waag Afbeelding openstaand gedeelte | Su Tomesen                                                                              | Oudeschans                                                                                  | Lastage                          | hekwerk |            |
| 2010                                                             | Islanded | Anneke de Witte                                                                         | Van Diemenstraat                                                                            | Zeeheldenbuurt                   | brons, keramiek |            |
| 2010, 3 september                                                | Monument Walraven van Hall | Fernando Sánchez Castillo                                                               | Frederiksplein                                                                              | (Zuidelijke) Grachtengordel      | brons |            |
| 2010, 17 oktober                                                 | Monument voor Joodse dove oorlogsslachtoffers | Truus Menger                                                                            | Hortusplantsoen                                                                             | Weesperbuurt                     | brons |            |
| 2010, 17 oktober                                                 | de wereld bleef doof (Monument voor Joodse dove oorlogsslachtoffers) | Bart Koolen                                                                             | Hortusplantsoen                                                                             | Weesperbuurt                     | natuursteen |            |
| 2010, 5 november                                                 | Bolle Jan en Tante Mien | Dominic Grant                                                                           | Elandsgracht (Johnny Jordaanplein)                                                          | Jordaan                          | brons |            |
| 2011                                                             | Jonge Rembrandt | Wim van Hoorn                                                                           | Professor Tulpplein                                                                         | Weesperbuurt                     | brons |            |
| 2010/2011                                                        | Draaiorgelbeelden | onbekend                                                                                | Anjeliersstraat 82                                                                          | Jordaan                          | onbekend |            |
| 2011                                                             | Van de dijk af | Hans 't Mannetje                                                                        | Hoogte Kadijk                                                                               | Kadijken                         | onbekend |            |
| 2012                                                             | Tussentijd Verzameling van vier, waarvan één afgebeeld | Gabriel Lester                                                                          | Funenpark                                                                                   | Oostelijk Havengebied            | staal (roestvast en corten-)                                                                                               |            |
| 2012 / 2015                                                      | De Aardige Amsterdammer | Klaas Hartzema en Laszlo Gèleng                                                         | Droogbak (1A)                                                                               | Haarlemmerbuurt                  | brons |            |
| 2012                                                             | Stier | Arturo Di Modica                                                                        | Beursplein                                                                                  | Oudezijde                        | brons |            |
| 2012, april                                                      | ODE's blozers | Marjet Wessels Boer                                                                     | Oosterdokskade                                                                              | Oosterdokseiland                 | epoxy |            |
| 2012, 6 oktober                                                  | Bandenboot | Robert Jasper Grootveld                                                                 | Wittenburgervaart, bij Oostenburg naast Ezelsbrug                                           | Oostelijke eilanden              | autobanden |            |
| 2013, 7 juni                                                     | Majoor Alida Bosshardt | Peter de Leeuwe                                                                         | Oudezijds Voorburgwal                                                                       | Oudezijde                        | brons |            |
| 2014, 8 november                                                 | Astronaut van Ruimteschip Aarde Wubbo Ockels | onbekend                                                                                | Haarlemmerplein                                                                             | Haarlemmerbuurt                  | combinatie van twee Aziatische iepen, een soort dat in de herfst een andere kleur krijgt dan zijn omringende soortgenoten. |            |
| 2014                                                             | Flawless | Gonzalo Bascuñan en Perrine Vichet                                                      | Artis                                                                                       | Plantage                         | onbekend |            |
| 2014                                                             | Manenschaap (Moeflon) | Pieter d'Hont                                                                           | Frederiksplein                                                                              | (Zuidelijke) Grachtengordel      | brons |            |
| 2015                                                             | Zeegezicht aan het IJ De afbeelding is een fragment | Irma Boom                                                                               | Cuyperspassage (CS)                                                                         | Stationseiland                   | tegeltableau |            |
| 2015                                                             | Door wind bewogen beweging | Wicher Meursing                                                                         | Westerdoksdijk                                                                              | Westelijke Eilanden              | aluminium en RVS |            |
| 2015                                                             | Mozaïekbank Afgebeeld een van de banken | Marjolein Wigbold                                                                       | Busstation Elandsgracht                                                                     | Jordaan (net buiten de)          | mozaïek |            |
| 2016                                                             | Standbeeld voor Jacob van Lennep | Lia van Vugt                                                                            | Haarlemmerplein                                                                             | Haarlemmerbuurt                  | meerdere materialen, zoals glas (spiegels) en een uitgesneden metalen plaat                                                |            |
| 2016                                                             | HIV/AIDSmonument Living by Numbers | Jean Michel Othoniel                                                                    | De Ruijterkade                                                                              | Nieuwezijde                      | o.a. Muranoglas |            |
| 2016                                                             | Ramses Shaffy | Marjan Laaper                                                                           | Vijzelgracht                                                                                | Grachtengordel                   | led-licht |            |
| 2017                                                             | Zonder titel | Guido Geelen                                                                            | Westerdokseiland                                                                            | Westelijke Eilanden              | brons |            |
| 2017                                                             | Rokinfontein (fontein) | Mark Manders                                                                            | Rokin                                                                                       | Oudezijde                        | brons, natuursteen |            |
| 2017                                                             | De trap | Steffen Maas                                                                            | Tweede Marnixplantsoen                                                                      |                                  | natuursteen |            |
| 2017                                                             | Tulpen palepai | Jennifer Tee                                                                            | Metrostation Centraal Station                                                               | Stationseiland                   | Foto van origineel achter glas                                                                                             |            |
| 2017                                                             | Muurschildering Oostenburg | Amsterdam Street Art                                                                    | Oostenburgermiddenstraat                                                                    | Oostenburg                       | verf |            |
| 2017                                                             | Hide your true nature! Een protest en constatering van de kunstenaars over de social media. Daarin kunnen mensen zich anders voordoen dan ze in werkelijkheid zijn. Tevens zien zij het gevaar dat de desbetreffende mensen ook daadwerkelijk geloven dat ze zijn zoals ze op die media acteren. In 2021 overgeschilderd | Jachya Freeth, Tim Rodermans                                                            | Weesperstraat/ Sarphatistraat                                                               | Weesperbuurt                     | verf |            |
| 2018                                                             | Weather Engine | David Claerbout                                                                         | Metrostation Centraal Station                                                               | Stationseiland                   | Videokunst |            |
| 2018                                                             | Tijger, Hert, Dolfijn Afgebeeld: Hert | Patrick Visser                                                                          | Nieuwe Keizersgracht                                                                        | Grachtengordel                   | junk |            |
| 2018                                                             | Pancakes 't IJ | Hugo Kaagman                                                                            | De Ruijterkade (35) (Steiger 10)                                                            | Stationseiland                   | inrichting |            |
| 2018                                                             | Pride, equality, love Alleen in augustus 2018 te zien | Naomi Jansen                                                                            | Veerpont 50 van GVB                                                                         | IJ                               | beschildering |            |
| 2018                                                             | Bicycloud | Frank Tjepkema                                                                          | Rokin                                                                                       | Oudezijde                        | staal |            |
| 2018                                                             | Het duikstertje | Street Art Frankey                                                                      | Entrepotdok                                                                                 | Entrepotdok                      | epoxy |            |
| 2019                                                             | Baadster Origineel uit 1955 is gerestaureerd na 15 jaar opslag; beeld kreeg nieuw console | Hildo Krop                                                                              | Marnixplein                                                                                 |                                  | steen |            |
| 2019                                                             | Eberhard van der Laan | Street Art Frankey                                                                      | Weteringschans                                                                              |                                  | metaal |            |
| 2019/2023                                                        | Friends part 1 origineel Airhead nr. 1 | Nouch                                                                                   | Spinozahof/Korte 's-Gravensandestraat                                                       |                                  | verf |            |
| 2021                                                             | Monument Nel de Jager | anoniem                                                                                 | Korte Prinsengracht                                                                         |                                  | brons |            |
| 2021                                                             | Titelloze muurschildering' Geïnspireerd op Kissing Couple XXXL. Vervanging van Hide your true nature (zie boven) In 2024 overschilderd met Vogel met klaprozen (zie onder) | Karskione, Tim Rodermans                                                                | Weesperstraat/ Sarphatistraat                                                               | Weesperbuurt                     | verf |            |
| 2021                                                             | André Hazes | Street Art Frankey                                                                      | Dam                                                                                         |                                  | polyester |            |
| 2021                                                             | Kabouterstandbeeld | Ruchama Noorda                                                                          | Nieuwezijds Voorburgwal                                                                     | Nieuwe zijde                     | brons |            |
| 2021                                                             | Gaper Oh Johnny | Adriaan Rees                                                                            | Herenstraat                                                                                 | Jordaan                          | |            |
| 2021                                                             | Ontdek de Dam | Street Art Frankey                                                                      | Dam                                                                                         |                                  | brons |            |
| 2021                                                             | Diversity in bureaucracy | Judith de Leeuw                                                                         | Hoek Zieseniskade, Kleine-Gartmanplantsoen en Weteringschans                                | Leidsebuurt                      | |            |
| 2021                                                             | I don't waste my time | Selwyn Senatori                                                                         | Rokin                                                                                       |                                  | metaal |            |
| 2022                                                             | Argus | Saske van der Eerden                                                                    | Nieuwezijds Voorburgwal                                                                     | Nieuwezijde                      | brons |            |
| 2022                                                             | Gedenksteen Vlooienburg |                                                                                         | Stopera, Amstelzijde                                                                        | Amstel 1                         | roestvast staal |            |
| 2022                                                             | Jezus als dakloze Homeless Jesus | Timothy Schmalz                                                                         | Waterlooplein 207                                                                           | Waterloopleinbuurt               | brons |            |
| 2022-2022                                                        | Zeelui | Gino Bud Hoiting                                                                        | Nieuwe Foeliestraat                                                                         | Nieuwmarktbuurt/Lastage          | verf |            |
| 2020-2023                                                        | Bullebak | Martie van der Loo                                                                      | Marnixstraat Brouwersgracht                                                                 | centrum                          | baksteen |            |
| 2023                                                             | Stuck | Nouch                                                                                   | Korte 's-Gravensandestraat Dorelies Kraakmanbrug                                            |                                  | verf |            |
| 2023                                                             | De brouwers | Gino Bud Hoiting                                                                        | Hoogte Kadijk 150                                                                           | centrum                          | verf |            |
| 2023                                                             | Adyen-brug | Street Art Frankey                                                                      | Nieuwe Pieterspoortsteeg                                                                    | centrum                          | staal etc. |            |
| 2024                                                             | Speelplaats Falckstraat | Merijn Bolink                                                                           | Falckstraat                                                                                 | Frederikpleinbuurt               | divers |            |
| 2024                                                             | Pietro Locatelli | Fabio Pravisani                                                                         | Begijnhof                                                                                   | centrum                          | |            |
| 2024                                                             | Tegen alle stromen in herdenkingsmonument Peter R. de Vries | Rini Hurkmans                                                                           | Leidseplein                                                                                 |                                  | brons |            |
| 2024                                                             | Borduurbloemen XL | Studio Koekoek                                                                          | Weesperstraat                                                                               | Weesperzijde                     | wol |            |
| 2024                                                             | Vogel met klaprozen | Tim Rodermans                                                                           | Sarphatistraat                                                                              | Weesperbuurt                     | verf |            |
| 2025                                                             | Rokende schipper | Nils Westergard                                                                         | Prins Hendrikkade                                                                           | Lastege                          | verf |            |
| onbekend                                                         | Het Tuinhuijs | onbekend                                                                                | Tuinstraat 167                                                                              | Jordaan                          | onbekend |            |
| onbekend                                                         | Sint-Vincentius | onbekend                                                                                | Oostenburgergracht                                                                          | Oostelijke eilanden              | kalksteen |            |
| onbekend (wellicht 1913)                                         | Sint-Jozef | onbekend (wellicht Johan Polet)                                                         | Singel 375 (?)                                                                              | Nieuwezijde                      | onbekend |            |
| voor 1990                                                        | Kazemat en (kanons)kogels | onbekend                                                                                | Poolstraat / Ezelsbrug                                                                      | Oostelijke eilanden              | brons en beton |            |
| onbekend                                                         | De Kast | Karien Vervoort                                                                         | Kattenburgerhof                                                                             | Oostelijke eilanden              | onbekend |            |
| onbekend                                                         | Gevelversiering achtergevel | onbekend                                                                                | Hoogte Kadijk                                                                               | Kadijken                         | onbekend |            |
| onbekend                                                         | De Engel van Amsterdam | onbekend                                                                                | Singel                                                                                      | Haarlemmerbuurt                  | steen |            |
| onbekend                                                         | gevelsteen | onbekend                                                                                | Kerkstraat 217                                                                              | (Zuidelijke) Grachtengordel      | steen |            |
| onbekend                                                         | Gevelbeeld Uil | onbekend                                                                                | Kerkstraat 96                                                                               | (Zuidelijke) Grachtengordel      | steen |            |
| onbekend                                                         | Gevelbeeld Aapje | onbekend                                                                                | Kerkstraat 98                                                                               | (Zuidelijke) Grachtengordel      | steen |            |
| onbekend                                                         | Tegeltableau | onbekend                                                                                | Stationsplein, Station Amsterdam Centraal, stationshal                                      | Stationseiland                   | geglazuurde tegels |            |
| onbekend                                                         | Dier | Kunstenaar uit Tengenenge, Zimbabwe                                                     | Artis                                                                                       | Plantage                         | steen |            |
| onbekend                                                         | Scheepsschroef | onbekend                                                                                | Singel                                                                                      | Haarlemmerbuurt                  | onbekend |            |
| onbekend tussen 1988 en 1995                                     | Liedje van Hans Andreus | Hans Andreus                                                                            | J.W. Siebbeleshof                                                                           | Lastage                          | straatstenen |            |
| onbekend                                                         | Amsterdam, koop- en havenstad | Mari Andriessen                                                                         | Rokin 174                                                                                   | Oudezijde                        | natuursteen |            |
| onbekend                                                         | Versiering voormalige Sint-Annakerk | onbekend                                                                                | Wittenburgergracht                                                                          | Oostelijke Eilanden              | |            |
| onbekend                                                         | onbekend | onbekend                                                                                | Witte Katbrug                                                                               | Oostelijke Eilanden              | onbekend |            |
| onbekend                                                         | Nelson Mandela's moestuintje | onbekend                                                                                | Prinseneiland/Galgenstraat                                                                  | Prinseneiland                    | verf |            |
| voor 1985                                                        | Kat tegen gevel boven het ronde raam | onbekend                                                                                | Herengracht 395                                                                             | Grachtegordel West               | metaal |            |
| 1980-2000                                                        | GNOT-appel | Robert Jasper Grootveld Bart Huges                                                      | Spui                                                                                        | Grachtegordel West               | klinkers |            |
|                                                                  | Castigatio | onbekend                                                                                | Heiligeweg / Voetboogstraat                                                                 |                                  | |            |
|                                                                  | Schouwen-Duiveland dankt Amsterdam 1953 | onbekend                                                                                | 1e Weteringplantsoen                                                                        | Centrum                          | |            |
|                                                                  | onbekend Hoogte Kadijk | onbekend                                                                                | Hoogte Kadijk                                                                               | Centrum                          | |            |
|                                                                  | onbekend Funenpark1 | onbekend                                                                                | Funenpark                                                                                   | Centrum                          | |            |
|                                                                  | onbekend Funenpark2 | onbekend                                                                                | Funenpark                                                                                   | Centrum                          | |            |
|                                                                  | onbekend Huddestraat | onbekend                                                                                | Huddestraat                                                                                 | Centrum                          | |            |
|                                                                  | onbekend Vredenburgsteeg | onbekend                                                                                | Vredenburgsteeg                                                                             | Centrum                          | |            |
|                                                                  | onbekend Prins Hendrikkade 194 | onbekend                                                                                | Prins Hendrikkade 194                                                                       | Centrum                          | |            |
|                                                                  | onbekend Munttoren | onbekend                                                                                | Muntplein bij Singel                                                                        | Centrum                          | |            |
|                                                                  | Relief Barmharige Samaritaan | onbekend                                                                                | Nieuwe Herengracht 20                                                                       | Centrum                          | |            |

Centrum · Westpoort · West · Nieuw-West · Zuid · Oost · Zuidoost · Noord · Weesp